# 幼児性欲
幼児性欲（ようじせいよく, infantile sexuality）とは幼児の持つ性的傾向による性欲である。一般に言われる成人の性欲は「性器性欲」であり、幼児性欲はそれ以前の多様性を持った性欲であるとフロイトは定義した。そして、幼児性欲に分類されるのは口唇期、肛門期、男根期とされ、それぞれ異なった性欲を持っているとされる。
これらの幼児性欲は学童期になると去勢不安から通常抑え込まれるが、第二次性徴の段階で性器性欲として統制される。これを「性器統裁」と呼ぶ。幼児段階においては覗きや露出、サディズムやマゾヒズムなど、成人においては性的倒錯とされる「部分性欲」が発現するとされ、近親であろうと同性であろうと自分自身であろうとあらゆる対象が性的な対象とされる。